# Salvador Lazo y Lazo
Salvador Lazo y Lazo (* 1. Mai 1918 in Faire Santo Niño; † 11. April 2000 in Manila) war ein römisch-katholischer Bischof auf den Philippinen.
Am 22. März 1947 wurde er zum Priester der Diözese Tuguegarao geweiht und am 1. Dezember 1969 zum Weihbischof in Tuguegarao sowie Titularbischof von Selia ernannt. Seine Bischofsweihe (in der von Papst Paul VI. erneuerten Form) erfolgte am 3. Februar 1970 durch Carmine Rocco. Ab dem 3. August 1977 amtierte er als Weihbischof im Erzbistum Nueva Segovia. Am 20. Januar 1981 erhielt er die Ernennung zum Diözesanbischof von San Fernando de La Union. Mit Erreichung der Altersgrenze trat er am 28. Mai 1993 in den Ruhestand. Im Mai 1998 erklärte er öffentlich seine Unterstützung der Anliegen der Priesterbruderschaft St. Pius X. und kehrte zur Liturgie von 1962 zurück.